# Castel Giovo (Giovo)
Castel Giovo è stato un castello a Ville di Giovo, frazione di Giovo, in Trentino. In passato il complesso svolse un ruolo di controllo strategico locale e la torre che ci è pervenuta rappresenta solo una parte dell'antico maniero.

## Storia

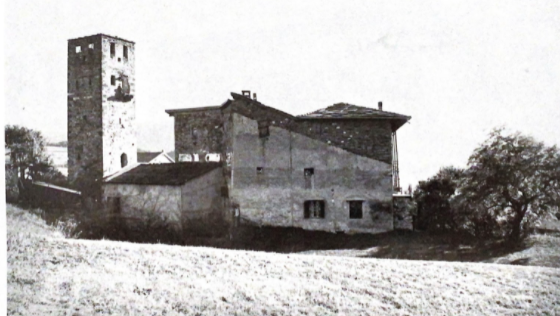
Torre Della Rosa prima del restauro

Il castello fu residenza dei signori di Giovo, legati ai conti di Appiano e divenne poi proprietà dei conti del Tirolo, della famiglia Moremberg di Sarnonico e di altre nobili casate.
Il maniero fu citato la prima volta nel 1305 come "domus di Vesino" e la sua costruzione avvenne probabilmente a partire dal XIII secolo. Il primo proprietario a risiedervi fu Olivario, figlio di Montanario, appartenente alla casata che ebbe la signoria su Giovo. La posizione scelta per la sua costruzione, sulla via che collega la Valle dell'Adige con la Valsugana attraverso la Val di Cembra, ne indica la funzione, che fu quella del controllo delle miniere locali e dei traffici commerciali.
Durante i secoli l'edificio venne ripetutamente modificato. Nel XV secolo attorno alle torri di guardia al tempo esistenti era presente una cinta fortificata e lo spazio interno comprendeva un giardino, un pozzo, edifici di servizio e il palazzo per i signori.
Nel XVII secolo divenne residenza nobiliare e perse gran parte delle funzioni militari, passando intanto a diversi proprietari come gli A Prato, gli Spaur e i Prugger. Quest'ultima famiglia, originaria di Termeno, ne perse il controllo durante il periodo dell'invasione napoleonica, e il castello in quegli anni divenne una caserma, subì enormi danni e cadde in rovina. Venne restaurata nel 1987 dalla Edilferretti.

## Origini del nome
Il castello è stato chiamato nel corso del tempo in vari modi:
- castel Giovo, per la sua posizione geografica.[4]
- castello della Rosa, perché sulla struttura muraria vi stava lo stemma con la figura di una rosa.[3][4]
- castel Vesíno, anche Tor de Vesina, dal nome della Villa di Vesín che con Lavàt era dei quattro quartieri originari di Giovo.[4]

## Descrizione
Il Castello di Giovo si trova a circa 680 m s.l.m.. In passato il complesso comprendeva diversi corpi di fabbrica con due o forse tre torri, un giardino, un pozzo, edifici di servizio e il palazzo nobiliare. Ci è pervenuta una sola delle torri, che mantiene la struttura originale, con un'altezza di circa 24 metri e con cinque piani. Tra un piano e l'altro si può passare grazie a scale in ferro mobili e botole ricavate nei solai. 
La torre è possente ed il muro esterno rivolto alla strada ha uno spessore di 1,40 metri. La scala con la quale si arriva al primo piano risale all'inizio del XX secolo.
Del complesso medievale sono rimasti la torre di guardia e la parte ovest del palazzo, divenuta abitazione rurale privata.

## Il fantasma della castellana bionda
Uno dei nomi dell'antico maniero è castello della Rosa, e negli ultimi anni è diventato anche Torre della Rosa, essendo rimasta solo quella parte. Storicamente la rosa del nome è quella che si trova nello stemma sulla muratura tuttavia secondo alcuni potrebbe anche alludere ad alcune castellane che si portarono il nome "Rosa".
Una leggenda vuole che in alcune notti di luna piena una nobildonna bionda con un lungo e leggero abito bianco si aggiri attorno alla torre tentando di trovare l'ingresso all'antica cappella scomparsa del castello.